# شانون پرسر
شانون پرسر (انگلیسی: Shannon Purser؛ زادهٔ ۲۷ ژوئن ۱۹۹۷) هنرپیشه اهل ایالات متحده آمریکا است. وی از سال ۲۰۱۶ میلادی تاکنون مشغول فعالیت بوده‌است.
از فیلم‌ها یا برنامه‌های تلویزیونی که وی در آن نقش داشته‌است می‌توان به سیرا برگس یک بازنده است ، چیزهای عجیب، برفراز آرزو و ریوردیل اشاره کرد.